# Afonso III de Poitiers
Afonso III de Poitiers (Poissy, 11 de novembro de 1220 — Tarquinia, 21 de agosto de 1271), Conde de Poitiers e Conde de Toulouse, foi filho do rei Luís VIII e de sua esposa Branca de Castela.
Quando das negociações de Branca de Castela do início de sua regência, foi comprometido com uma das filhas de Hugo de Lusignan, Hugo le Brun, conde de La Marche. Em 1241 conde de Poitou ou de Poitiers, tornava-se proprietário de uma boa parte de Saintonge e de Auvergne; Conde de  Toulouse como Afonso II em 1249, segundo uma das condições do Tratado de Paris de 1229.
Casou em 1241 com Joana de Toulouse (1220-24 de agosto de 1271 Savona ou Cometo), condessa de Tolosa, de Ruergue, Duquesa de Narbona, de Septimânia, Marquesa da Provença, condessa de Quercy, de Nîmes, de Gévaudan, de Albi, morta sem posteridade, ocasião em que os domínios do casal reverteram à Coroa. Era filha do conde Raimundo VII de Toulouse.
Afonso viveu muito pouco em suas terras no sul, permanecendo na Ile-de-France e em Paris, tendo construído um palácio perto do Louvre. Administrou notavelmente seus vastos domínios graças a bons bailios e senescais. Mesmo de saúde frágil, participou da VII Cruzada e foi preso em Mansourah (1250) com o irmão Luís. Reparou com boa administração males advindos cruzada contra os albigenses e deu na França do sul um primeiro passo rumo ao centralismo.
Respeitou  a autonomia dos povos dos quais era soberano e encorajava a formação de novas comunas,  impondo-lhes instituições  redigidas em plano uniforme, sem ceder liberdades políticas. Outorgou a Riom a Carta Alfonsina, código de Direito público na Auvergne que perdurou durante a Idade Média.
Em 1270, deferente para com os habitantes do Sul da França, reuniu o parlamento em Toulouse. Sucedido pelo sobrinho, Filipe III.